# Przystuły

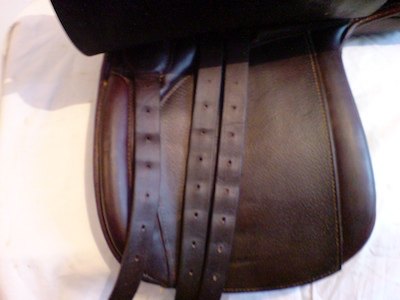
Przystuły siodła

Przystuły – skórzane pasy, będące elementem siodła, do których zapinane są klamry popręgu. Jeżeli są trzy przystuły, to służą one do dopasowania dopięcie siodła tak, by leżało w równowadze i nie przesuwało się (zapinamy - zależnie od potrzeby - dwie pierwsze, drugą i trzecią lub pierwszą i trzecią).